# Copa Suruga Bank 2013
La Copa Suruga Bank 2013 fue la sexta edición de este torneo. Se disputó en un único partido en Japón entre el campeón de la Copa J. League 2012 y el campeón de la Copa Sudamericana 2012. El encuentro se jugó el 7 de agosto de 2013 en el Estadio de Kashima en Kashima, Japón.

## Participantes
| País   | Equipo          | Vía de clasificación                 |
| ------ | --------------- | ------------------------------------ |
| Japón  | Kashima Antlers | Campeón de la Copa J. League 2012    |
| Brasil | São Paulo       | Campeón de la Copa Sudamericana 2012 |

## Sede
Al igual que el año anterior, la final fue disputada en el Estadio de Kashima, donde habitualmente actúa de local el Kashima Antlers.
| Japón               |                        |
| Ciudad              | Estadio                |
| Kashima             | Kashima Soccer Stadium |
|                     |                        |
| 37 496 espectadores |                        |

## Partido

### Ficha
| 21         | POR        | Hitoshi Sogahata |     |
| 22         | DEF        | Daigo Nishi      |     |
| 4          | DEF        | Kazuya Yamamura  |     |
| 5          | DEF        | Takeshi Aoki     | 85' |
| 3          | DEF        | Takanori Maeno   | 75' |
| 20         | MED        | Gaku Shibasaki   |     |
| 40         | MED        | Mitsuo Ogasawara |     |
| 25         | MED        | Yasushi Endo     | 68' |
| 28         | MED        | Shoma Doi        | 57' |
| 8          | MED        | Juninho          | 85' |
| 9          | DEL        | Yūya Ōsako       |     |
| Entrenador | Entrenador | Toninho Cerezo   |     |

| 1          | POR        | Rogério Ceni  |     |
| 23         | DEF        | Douglas       |     |
| 33         | DEF        | Lucas Silva   | 73' |
| 14         | DEF        | Edson Silva   |     |
| 38         | DEF        | Reinaldo      |     |
| 5          | MED        | Wellington    |     |
| 7          | MED        | Rodrigo Caio  |     |
| 18         | MED        | Maicon        | 46' |
| 8          | MED        | Ganso         |     |
| 11         | DEL        | Ademilson     | 46' |
| 19         | DEL        | Aloísio       |     |
| Entrenador | Entrenador | Paulo Autuori |     |

| 3  | DEF | Daiki Iwamasa     | 85' |
| 6  | DEL | Kōji Nakata       | 78' |
| 13 | MED | Atsutaka Nakamura | 68' |
| 27 | MED | Takahide Umebachi | 85' |
| 35 | DEL | Takuya Nozawa     | 57' |

| 20 | MED | Lucas Evangelista | 46' |
| 21 | MED | Roni              | 73' |
| 22 | DEL | Silvinho          | 46' |

| Anotado | 25'   | Yūya Ōsako | 1-0 |
| Anotado | 39'   | Yūya Ōsako | 2-0 |
| Anotado | 90+2' | Yūya Ōsako | 3-2 |

| Anotado | 58' | Ganso   | 2-1 |
| Anotado | 75' | Aloísio | 2-2 |

| Amonestado | 56' | Ogasawara |
| Amonestado | 87' | Iwamasa   |

| Árbitro             | Abdul Malik Abdul Bashir |
| Árbitros asistentes | Goh Gek Pheng            |
| Árbitros asistentes | Lee Tzu Liang            |
| Cuarto árbitro      | Jumpei Lida              |

| 21         | POR        | Hitoshi Sogahata |     |
| 22         | DEF        | Daigo Nishi      |     |
| 4          | DEF        | Kazuya Yamamura  |     |
| 5          | DEF        | Takeshi Aoki     | 85' |
| 3          | DEF        | Takanori Maeno   | 75' |
| 20         | MED        | Gaku Shibasaki   |     |
| 40         | MED        | Mitsuo Ogasawara |     |
| 25         | MED        | Yasushi Endo     | 68' |
| 28         | MED        | Shoma Doi        | 57' |
| 8          | MED        | Juninho          | 85' |
| 9          | DEL        | Yūya Ōsako       |     |
| Entrenador | Entrenador | Toninho Cerezo   |     |

| 1          | POR        | Rogério Ceni  |     |
| 23         | DEF        | Douglas       |     |
| 33         | DEF        | Lucas Silva   | 73' |
| 14         | DEF        | Edson Silva   |     |
| 38         | DEF        | Reinaldo      |     |
| 5          | MED        | Wellington    |     |
| 7          | MED        | Rodrigo Caio  |     |
| 18         | MED        | Maicon        | 46' |
| 8          | MED        | Ganso         |     |
| 11         | DEL        | Ademilson     | 46' |
| 19         | DEL        | Aloísio       |     |
| Entrenador | Entrenador | Paulo Autuori |     |

| 3  | DEF | Daiki Iwamasa     | 85' |
| 6  | DEL | Kōji Nakata       | 78' |
| 13 | MED | Atsutaka Nakamura | 68' |
| 27 | MED | Takahide Umebachi | 85' |
| 35 | DEL | Takuya Nozawa     | 57' |

| 20 | MED | Lucas Evangelista | 46' |
| 21 | MED | Roni              | 73' |
| 22 | DEL | Silvinho          | 46' |

| Anotado | 25'   | Yūya Ōsako | 1-0 |
| Anotado | 39'   | Yūya Ōsako | 2-0 |
| Anotado | 90+2' | Yūya Ōsako | 3-2 |

| Anotado | 58' | Ganso   | 2-1 |
| Anotado | 75' | Aloísio | 2-2 |

| Amonestado | 56' | Ogasawara |
| Amonestado | 87' | Iwamasa   |

| Árbitro             | Abdul Malik Abdul Bashir |
| Árbitros asistentes | Goh Gek Pheng            |
| Árbitros asistentes | Lee Tzu Liang            |
| Cuarto árbitro      | Jumpei Lida              |

| Estadísticas     | Bandera de Japón | Bandera de Brasil |
| ---------------- | ---------------- | ----------------- |
| Tiros            |                  |                   |
| Tiros al arco    |                  |                   |
| Faltas           |                  |                   |
| Tiros de esquina |                  |                   |
| Penales          |                  |                   |
| Fueras de juego  |                  |                   |

|                                    |
| Bandera de Japón                   |
| Campeón Kashima Antlers 2.º título |